# ADFGVX暗号
ADFGVX暗号（ADFGVXあんごう、ADFGVX cipher）は、ポリュビオスの暗号表と鍵を使った転置式暗号を組み合わせた暗号の一つ。第一次世界大戦中にドイツ軍が使用した。

## 概要
この暗号は、フリッツ・ナベル(Fritz nebel)大佐によって発明されたADFGX暗号を拡張したものであり、ADFGX暗号は1918年3月5日からドイツ軍が使い始め、数ヶ月後にはADFGVX暗号が使い始められた。
この暗号の名前は、暗号文がADFGVXの6文字で表されたことによる。なぜ、この6文字かというと、そのころ使われていたモールス信号で、それぞれの文字が識別しやすかった(混同されにくかった)からである。A(・－)D(－・・)F(・・－・)G(－－・)V(・・・－)X(－・・－)
ADFGX暗号もADFGVX暗号とも、フランスの暗号解読者、ジョルジュ・パンヴァン(Georges Painvin)によって解読された。

## 歴史の中でのADFGVX暗号
19世紀の中頃、バベッジ（1854年頃、ただし公表されなかった）とカシスキー（1863年に出版）によってヴィジュネル暗号の解読法が明らかにされてから、絶対安全な暗号というものはなくなってしまった。19世紀末に発明された無線通信は安全な暗号の要求を高めたが、20世紀になっても19世紀的な暗号手法を組み合わせた方式が使われ続け、しかもその多くは時間の問題で、解読されていった。この状況は1915年〜1918年頃に各国で機械式暗号が発明されるまで続く。暗号の歴史については暗号史を参照。
第一次世界大戦中に使用されたADFGX／ADFGVX暗号もそのような解読された暗号の一つとして有名である。
ADFGX暗号がドイツ軍に採用されたのは、1918年にはじまるドイツ軍の大規模攻撃（3月21日）の直前のことである。ドイツ軍は換字式、転置式を組み合わせたこの暗号を安全なものと信じて採用した。
しかし、フランスの暗号解読者ジョルジュ・パンヴァンは、数ヶ月の努力によってADFGX暗号の解読に成功した。するとドイツ軍はADFGX暗号を改良したADFGVX暗号を導入し、再び解読できなくなった。1918年6月、ドイツ軍はパリから100キロまで迫っていた。兵力も十分。連合国側の最後の望みはADFGVX暗号を解読し、ドイツ軍の攻撃目標を見つけることであった。6月1日、パンヴァンの元に暗号文が届けられると、翌日の夜には解読成功。ドイツ軍の猛攻をしのぎ、撃退することができた。

## 暗号方式

### 鍵生成

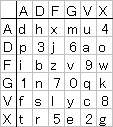
図2

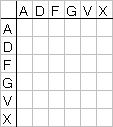
図1

ADFGVX暗号の鍵は、換字表（図1,2）と鍵文字（置換鍵を決める合言葉）との2つである。
1. 図1にa〜z、0〜9の36文字をランダムに入れて、換字表を作成する（図2）。
2. 次に鍵文字を決める。今回はweasel(イタチ)を使う。

補足：鍵文字から次のようにして転置鍵を求める。まず、鍵文字から重複している文字を消す。weaselの場合、eはwの次とsの次にあるが、sの次にあるほうが後なので、このeを消す。するとweaslの5文字となる。各文字をアルファベット順に1,2,3...の数字に置き換える。weaslは52143となる。これが転置鍵となる。
実際には、鍵文字は2ダース程度の文字数で、換字表・鍵文字共に毎日に更新されていた。

### 暗号化

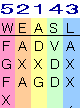
図3

換字表と鍵文字（転置鍵）を使って、平文を次のように変換する。
1. 平文を1文字ずつ、換字表(図2)を使って変換する。例えばi→FAとなる。平文をI am goingとすると、一次暗号文 FADVAGXXDXFAGDXXができる。ここまでは単なるポリュビオスの暗号表であって、頻度分析によって解読されてしまう。
2. 図3に示すように一次暗号文を、転置鍵のサイズ（5文字）で改行して書き出し、12345の順に縦に読み出すと二次暗号文DXGAXAAXXVDDFGFXが得られる。

### 復号
復号は暗号化の手順を逆に行います

## 解読方法
- 転置鍵(鍵幅は通常15〜22)と6x6の換字表は毎日更新され、連合国の解読者は同じ鍵の暗号文を集めて解読した。
- 解読はまず転置矩形のサイズ(鍵幅)を推定し、ついで元の配列に戻し、最後に頻度分析から換字表を復元した。

### 特別解読法
- 大戦中に連合国が編み出した解読方法は、3つの特別解読法(Special solution)であった。

1. 平文での末尾部が同じである2通の暗号文を入手した場合。
2. 平文での冒頭部が同じである2通の暗号文を入手した場合。
3. 文字数の因数分解から、ある特定サイズの矩形が転置に用いられたと確信した場合(例えば703文字であれば、19x37または37x19の矩形サイズである)

### 一般解読法
- 一般解読法(General solution)が編み出されたのはドイツ降伏後であった。